# Żedyn
Żedyn (ang. Gedinnian) – najniższe piętro dewonu dolnego, charakterystyczne dla rejonu Reńskich Gór Łupkowych i Ardenów. W podziale standardowym odpowiada lochkowowi i niższej części pragu. 
Jednostka używana w starszych podziałach stratygraficznych, jednak z powodu niedoskonałości definicji granic, wycofana z użycia w 1985 roku. Nazwa pochodzi od miasta Gedinne w Belgii.